# Intel DX4

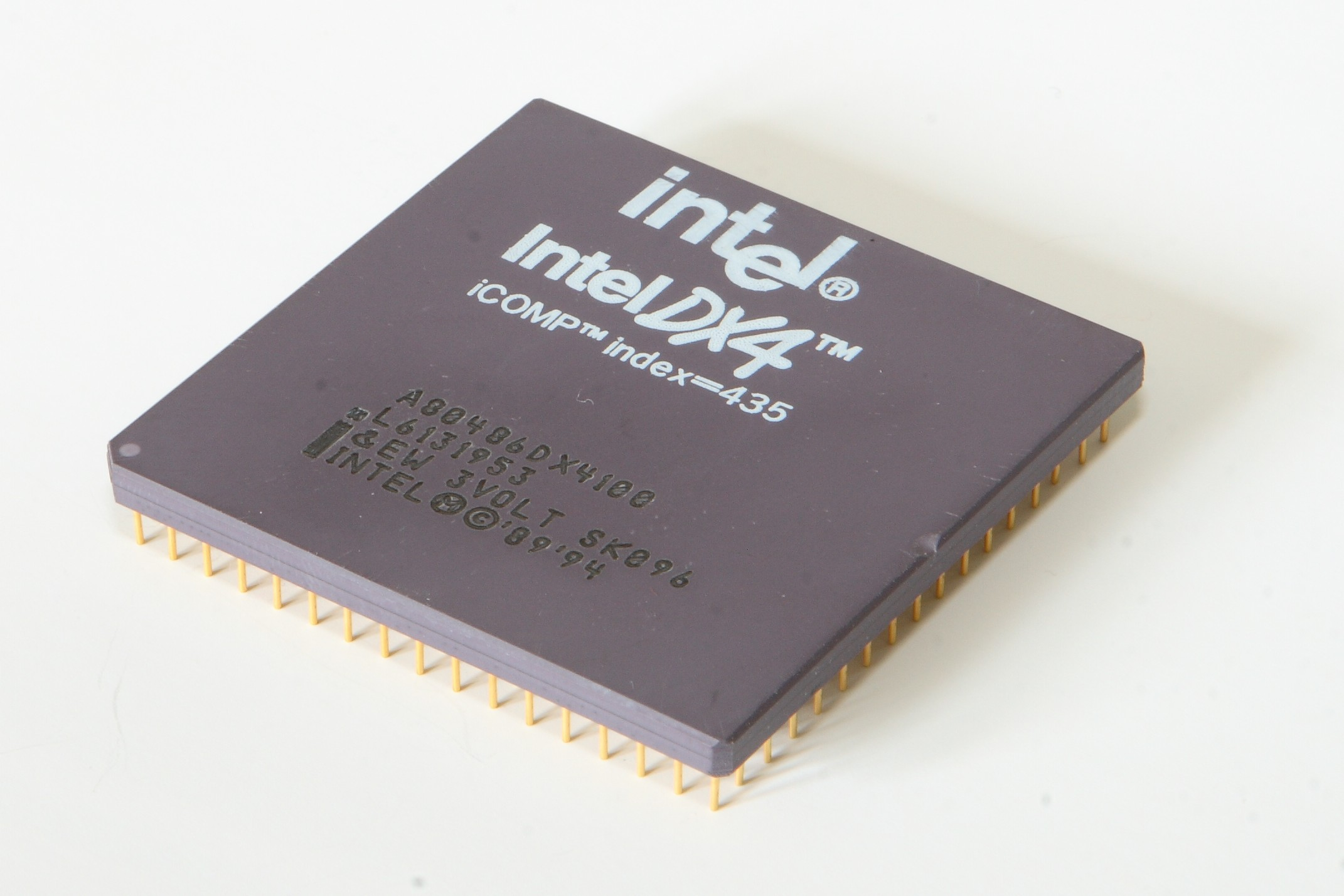
Un microprocesador Intel DX4 de 100 MHz, el más veloz producido

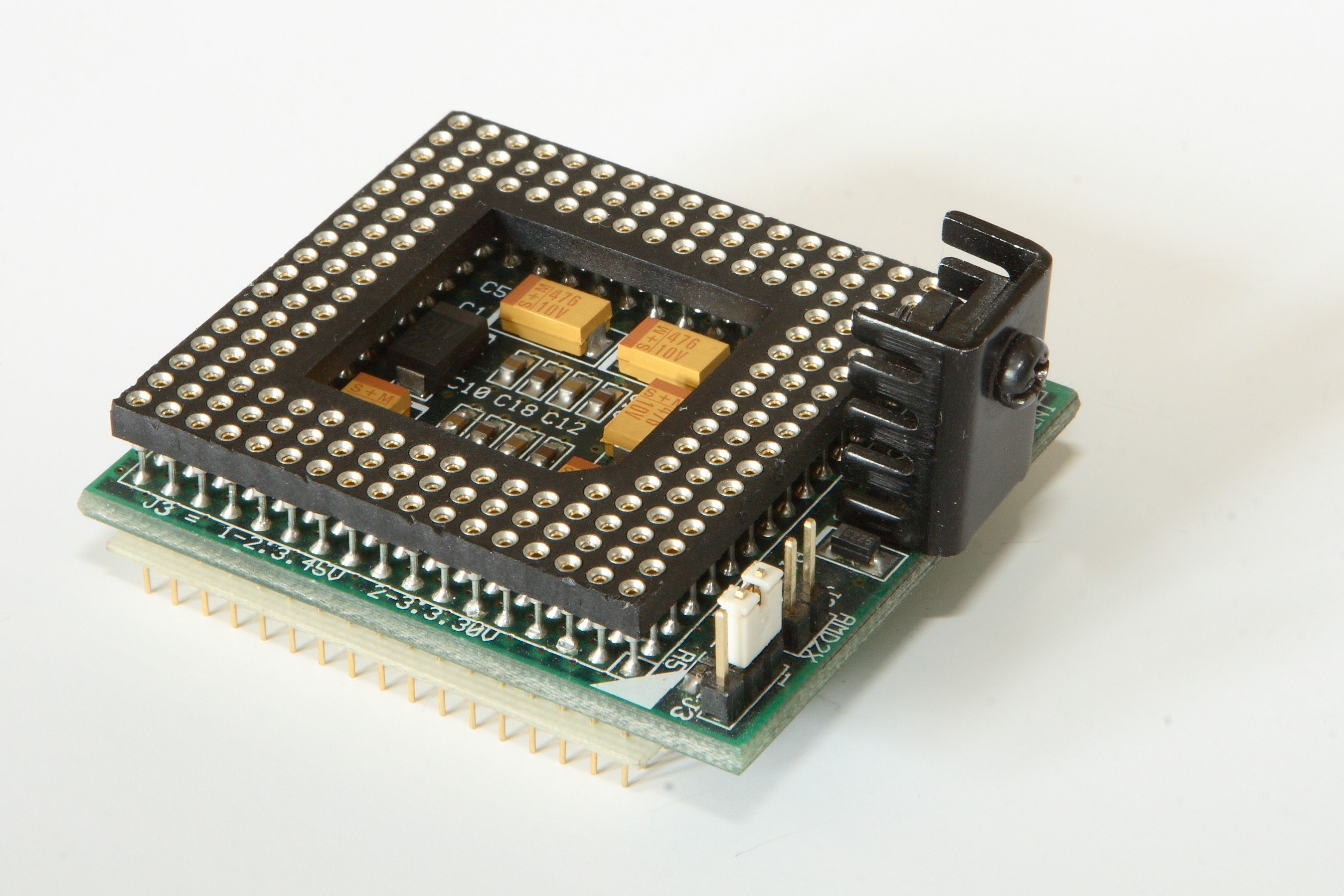
Conversor de voltaje para los microprocesadores Intel DX4 (5V de 3,3V)

El Intel DX4 fue un microprocesador de la generación 80486 de 100 MHz (con un multiplicador de 3x), el cual tenía una caché L1 de 16 kiB y carecía de caché de segundo nivel (L2).
La corporación Intel (la creadora original del juego o repertorio de instrucciones x86) lo nombró como “DX4” (en lugar del tal vez más apropiado “DX3”) como consecuencia de un litigio judicial sobre patentes que mantenía con su rival Advanced Micro Devices (AMD).
El producto fue oficialmente denominado Intel DX4, pero varios ensambladores privados del tipo OEM (a veces pomposamente denominados en inglés white box system integrators o “integradores de sistemas de caja blanca”, en referencia al entonces dominante color beige o beis de los gabinetes de las computadoras personales), continuaron usando la para entonces ya tradicional convención i486 (derivada del microprocesador Intel 8086 original).
Intel produjo el DX4 con dos velocidades de reloj diferentes: Una versión de 75 MHz (multiplicador de 3× 25 MHz) y otra -la más rápida de todas- de 100 MHz (usualmente de 3× 33,33 MHz, pero algunas veces de 2×50MHz). Ambas CPUs fueron lanzadas en marzo de 1994. Una versión del DX4 con una caché del tipo write-back fue lanzado en octubre de ese mismo año. Las versiones originales del chip con caché write-through fueron estampadas con láser como “&E”, mientras que las versiones con el write-back estaban marcadas como "&EW". Las ediciones i486 OverDrive del IntelDX4 tenían el multiplicador bloqueado (algo que se convertiría en estándar durante los años siguientes, tanto de parte de Intel como de su rival AMD), por lo que estaban limitadas a correr al triple (3x) de la velocidad del bus externo.
El modelo de 100 MHz alcanzó una puntuación de rendimiento iCOMP (Intel Comparative Microprocessor Performance index) de 435 unidades, mientras que el de 75 MHz obtuvo un indicador de 319 puntos, diferencia que básicamente equivalía al hecho de que la velocidad interna del reloj del primero era un 33% mayor que la del segundo.
El Intel DX4 no se vendía en caja (boxed) sino que solo era comercializado suelto bajo el sistema de distribución OEM (Original Equipment Manufacturer), pero se podía comprar la variante de actualización DX4 Overdrive en una tienda minorista de informática.
El microprocesador Intel DX4 era básicamente compatible a nivel de contactos o pins con el 80486 original, pero requería de un voltaje inferior, del orden de 3,3 voltios, mientras que los 80486SX originales y los DX2 usaban 5 V. Por lo tanto, si se insertaba una CPU DX4 en una placa madre o base específicamente fabricada para alojar a un DX2, el microprocesador resultaba quemado por exceso de voltaje. Las placas que no eran lo suficientemente modernas como para soportar nativamente el voltaje de 3,3 V podían a veces usar un regulador de voltaje (VRM, Voltage Regulator for Motherboards), el cual se ubicaba sobre el propio zócalo (socket) de la misma, entre la placa y la propia CPU a modo de emparedado o sandwich.

## Intel DX3
El microprocesador Intel DX3 iba a originalmente usar un multiplicador de 2,5x, lo que hubiese implicado una velocidad de reloj máxima de 83 MHz (2,5x33 MHz). Este multiplicador era utilizado por el Intel Pentium Overdrive de Socket 3 (el cual, como era una versión de actualización, usaba dicho zócalo -al igual que el DX4- en lugar del más moderno Socket 7, el cual era el específico de la familia Pentium). No obstante, por razones desconocidas, el Intel DX3 nunca fue lanzado al mercado. Sin embargo, en los documentos internos oficiales del sí lanzado Intel DX4 había instrucciones para habilitar el multiplicador de 2,5x, lo que permitía eventualmente forzarlo a bajar la velocidad de trabajo del reloj interno del mismo en unos 17 MHz (de 100 MHz a 83 MHz). En otras palabras, permitía la realización de underclocking (suerte de hermano gemelo del overclocking, solo que en lugar estar relacionado con la búsqueda de incrementar el rendimiento de una computadora personal, lo está respecto de contribuir a mejorar la refrigeración del gabinete de la misma). Empero, esta característica no fue implementada en la versión de producción.

## Especificaciones
| Velocidad del núcleo del microprocesador (MHz) | Reloj de entrada (MHz) | Voltaje en el núcleo (V) | Rango de voltaje (V) | Part Number      | Multiplicador el reloj | S-Spec Number           |
| ---------------------------------------------- | ---------------------- | ------------------------ | -------------------- | ---------------- | ---------------------- | ----------------------- |
| 75                                             | 25 X 3                 | 3.3                      | 3.1 - 3.6            | FC80486DX4-75    | Solo modo 3X           | SK052, SX883            |
| 100                                            | 33 X 3                 | 3.3, 3.45                | 3.1 - 3.6            | FC80486DX4-100   | Solo modo 3X           | SX906                   |
| 100                                            | 33 X 3 / 50 X 2        | 3.45                     | 3.3 - 3.6            | FC80486DX4-100   | Modo 2X o 3X           | SX876                   |
| 100                                            | 33 X 3 / 50 X 2        | 3.3, 3.45                | 3.1 - 3.6            | FC80486DX4-100   | Modo 2X o 3X           | SK053                   |
| 75                                             | 25 X 3                 | 3.3                      | 3.1 - 3.6            | A80486DX4-75     | Solo modo 3X           | SK047, SX884            |
| 100                                            | 33 X 3                 | 3.45                     | 3.3 - 3.6            | A80486DX4-100    | Solo modo 3X           | SK051, SX900            |
| 100                                            | 33 X 3 / 50 X 2        | 3.45                     | 3.3 - 3.6            | A80486DX4-100    | Modo 2X o 3X           | SX877                   |
| 100                                            | 33 X 3 / 50 X 2        | 3.3                      | 3.1 - 3.6            | A80486DX4-100    | Modo 3X o 2X           | SK050                   |
| 100                                            | 33 X 3                 | 3.45                     | 3.3 - 3.6            | A80486DX4WB-100  | Solo modo 3X           | SK096                   |
| 100                                            | 33 X 3 / 50 X 2        | 3.3                      | 3.1 - 3.6            | A80486DX4WB-100  | Modo 2X o 3X           | Disponibilidad limitada |
| 75                                             | 25 X 3                 | 3.3                      | 3.1 - 3.5            | A80486DX4WB-75   | Solo modo 3X           | SK102                   |
| 100                                            | 33 X 3 / 50 X 2        | 3.3                      | 3.1 - 3.6            | FC80486DX4WB-100 | Modo 2X o 3X           | SK099                   |
| 75                                             | 25 X 3                 | 3.3                      | 3.1 - 3.5            | FC80486DX4WB-75  | Solo modo 3X           | SK100                   |